# Petrosavia stellaris
Petrosavia stellaris, vrsta jednosupnica iz porodice Petrosaviaceae. To je holomikotrofni rizomatozni geofit i prvenstveno raste u vlažnom tropskom biomu. Domaće područje ove vrste je od južnog Vijetnama do Malezije.

## Opis
P. stellaris je 10-12 cm visoka, bjelkasta, blijedožućkasta ili kremasta biljka. Rizom ljuskast, tanak. Stabljika vitka. Listovi ljuskavi, do 5 mm dugi, opnasti, naizmjenični, jajoliki do deltoidni s više ili manje uglađenim vrhom i cijelim rubom. Cvat je vršni malocvjetni cvast (štit) ili gronja (korimb). Cvjetova 1-12 (obično 3-5). Cvjetni listovi lancetasti, 2-3 mm dugi. Cvjetovi su uspravni, dvospolni, promjera 3-5 mm. Vanjski tepala 3, deltoidni do jajasti, ponekad lancetasti, oko dva puta kraći i mnogo uži od unutarnjih. Unutarnji listići 3, 1,5 mm dugi, deltoidno-trokutasti. Prašnici 6, 1 mm dugi. Karpela 3, sjedinjenih na 1/4–1/2 duljine jajnika. Ovarij semi-inferioran, 3-lokularan; zdjelica jajnika duga kao unutarnje tepale u antezi. Vrhovi kratki, više ili manje zakrivljeni u punoj antezi, šuplji. Kapsula hemisinkarpna, folikularna, zvjezdasta; plodnici jako zakrivljeni do gotovo vodoravnog položaja, bočno spljošteni, otvaraju se ventralno, a kasnije dorzalno u apokarpnom području. Sjeme eliptično do duguljasto, s hijalinskim krilom oko tijela sjemenke, 0,3-0,5 mm dugo, smeđe. Cvate veljača-rujan, plodovi (travanj) kolovoz-listopad.

## Sinonimi
- Protolirion paradoxum Ridl.; Ann. Bot. (Oxford) 9: 57 (1895)